# Goldschakal
Der Goldschakal (Canis aureus) ist eine eng mit dem Wolf verwandte Art der Hunde. Er ist der einzige Schakal, der in Europa verbreitet ist. Bis 2015 wurde ein naher afrikanischer Verwandter, der in Ägypten und Libyen heimisch ist, als Unterart Canis aureus lupaster geführt, inzwischen wird er jedoch als eigene Art mit dem Namen Afrikanischer Goldwolf (Canis lupaster) betrachtet.

## Merkmale
Der Goldschakal ist zwischen 80 und 95 cm lang; seine Schwanzlänge beträgt 20 bis 30 cm und die Schulterhöhe etwa 35 bis 50 cm. Er wiegt ungefähr 8 bis 10 kg. Das Fell ist normalerweise goldgelb gefärbt, doch gibt es hier regionale Unterschiede. In den Bergen lebende Goldschakale haben ein eher graues Fell.

## Lebensraum

Verbreitungsgebiet des Goldschakals in Europa und Asien

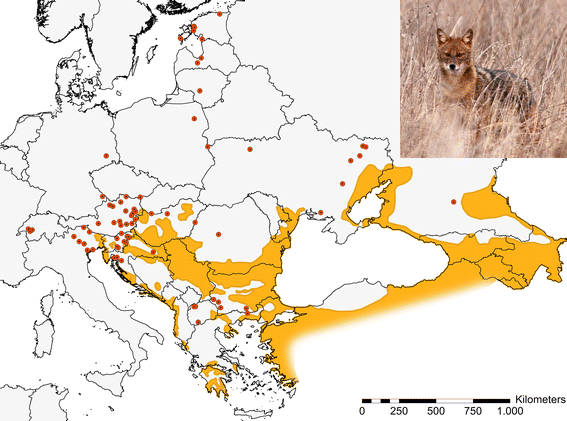
Verbreitungsgebiet und Sichtungen des Goldschakals in Europa (Stand 2015)

Als Habitat bevorzugt der Goldschakal offene Landschaften. Die Tiere bewohnen die Savanne ebenso wie Halbwüsten und felsige Gegenden, sie fehlen in dichten Wäldern. In manchen Gegenden scheuen sie auch die Nähe menschlicher Siedlungen nicht.

## Verbreitungsgebiet
Besonders häufig ist er im Nahen Osten, in Indien und in einigen weiteren Regionen Asiens. Er kommt in Asien auch in Afghanistan, Tadschikistan, Turkmenistan, Usbekistan, Nepal, Bhutan, Pakistan, Sri Lanka, Bangladesh, Myanmar, Türkei und Thailand vor. Neben dem Wolf ist der Goldschakal der einzige Vertreter der Gattung Canis, der als Wildtier auf dem europäischen Kontinent lebt. Sein Kernverbreitungsgebiet in Europa ist der Balkan. Man findet Populationen im Norden und im äußersten Süden Griechenlands sowie auf Samos, in Albanien, Kosovo, Rumänien, Bulgarien sowie in Serbien, Slowenien, Bosnien und Herzegowina und Kroatien.
Der Goldschakal breitete sich in den vergangenen Jahrzehnten immer weiter nach Norden und Westen aus. Er wird heutzutage deutlich häufiger in Gegenden gesichtet, in denen er zuvor nicht heimisch war, so beispielsweise seit dem späteren 20. Jahrhundert in der Gegend von Triest in Italien und in Ungarn, wo die Populationsgröße schnell zunahm. Ungarische Wildschützer gehen davon aus, dass mittlerweile (Stand Februar 2016) einige Hundert Goldschakale in den Wäldern um Budapest leben.
In Österreich wurde er 1987 in der Steiermark erstmals gesichtet, der erste Nachwuchs wurde im Neusiedler-See-Gebiet 2007 nachgewiesen. Inzwischen ist der Goldschakal in Österreich und in Nordostitalien (bis in das Val di Non und den Vinschgau) heimisch. Seit 2015 läuft auf der Universität für Bodenkultur (Wien) ein Projekt zur Erforschung der Schakale in Österreich. Mit einem 2023 im Straßenverkehr überfahrenen Exemplar in Wien gibt es nun in Österreich Nachweise für alle Bundesländer außer Vorarlberg.
In Deutschland (ab 1997) und in der Schweiz (ab 2011) wurden ebenfalls Goldschakale gesichtet (Brandenburg, Bayern, Baden-Württemberg, Hessen, Schleswig-Holstein, Thüringen, Vorpommern, Sachsen, erstmals 2015 in Niedersachsen, und Nordrhein-Westfalen). Bis Januar 2021 wurden allein aus Deutschland 80 Einzelnachweise erbracht, davon 60 nicht älter als ein Jahr. Im Schwarzwald-Baar-Kreis wurde im Spätherbst 2021 erstmals in Deutschland eine Reproduktion des Goldschakals festgestellt. Die Familiengruppe mit einem Vater und mindestens zwei Welpen wurde per genetischer Untersuchung von Kotproben nachgewiesen, zudem nahm eine Wildkamera einen Welpen auf. 2022 wies man im Landkreis Uelzen mindestens drei Welpen nach. Dort hatte man 2021 zunächst ein Einzeltier nachgewiesen.
In der Schweiz gibt es Nachweise in den Kantonen Bern, Waadt, Freiburg, Graubünden, Schwyz, Tessin, St. Gallen, Zürich und Luzern.
Sichtungen gab es auch in den Niederlanden. Die am weitesten nördlich liegenden Beobachtungsorte lagen 2015 in Dänemark. Seit 2019 wird der Schakal auch in Finnland gesichtet, die nördlichste Sichtung war im Frühling 2023 in Karleby (Ostbottnien). 2020 erfolgte der erste Nachweis an der Küste des Eismeers in Norwegen.
2013 erfolgte in Estland der erste Nachweis einer Reproduktion. 2022 fand man in Estland eine isolierte Population. In Estland bewohnen Goldschakale vor allem küstennahe Graslandschaften und Schilfgebiete, in denen Wölfe nur selten anzutreffen sind.
Der Bestand in Europa wird von der Large Carnivore Initiative for Europe (LCIE) auf 97.000 bis 117.000 Tiere geschätzt.

## Lebensweise
Goldschakale leben einzelgängerisch oder in Paaren, wobei sich letzteren oft Jungtiere aus dem letzten Wurf anschließen, wodurch ein kleines Familienrudel entsteht. Sie leben ortsansässig und haben ein festes Revier, das je nach Nahrungsangebot zwischen einem und 20 km² groß ist und von allen Gruppenmitgliedern mit Urin markiert wird. Allerdings gibt es kaum Kämpfe zwischen fremden Tieren, da die meisten Auseinandersetzungen durch Drohgebärden beigelegt werden.
Schakale verständigen sich untereinander mit einer ganzen Reihe von Winsel-, Heul- und Belllauten.
Die Lebenserwartung beträgt in freier Wildbahn acht Jahre, in Gefangenschaft bis zu 14 Jahre.

### Fortpflanzung
Goldschakale sind monogam – Partner bleiben ein Leben lang zusammen. Goldschakale paaren sich in Europa jeweils von Januar bis März, in Indien und Turkmenistan von Februar bis März und in Israel und Palästina von Oktober bis März. Nach einer Trächtigkeit von ca. 63 Tagen gebiert das Weibchen einen Wurf von ein bis sechs Welpen. Der Zeitpunkt der Geburten fällt mit dem Nahrungsangebot zusammen, zum Beispiel dem Beginn der Monsunzeit in Nord- und Zentralindien. Die Welpen sind bei Geburt 200 bis 250 g schwer und werden in gut geschützten Bauen bis zu 8 Wochen gesäugt. Ab ein bis zwei Jahren werden die Jungen geschlechtsreif. Meist verlassen sie dann die Eltern und können einzelgängerisch mehrere hundert Kilometer weit wandern. Teilweise bleiben sie jedoch und unterstützen die Eltern bei der Aufzucht der nächsten Generationen.

### Nahrung

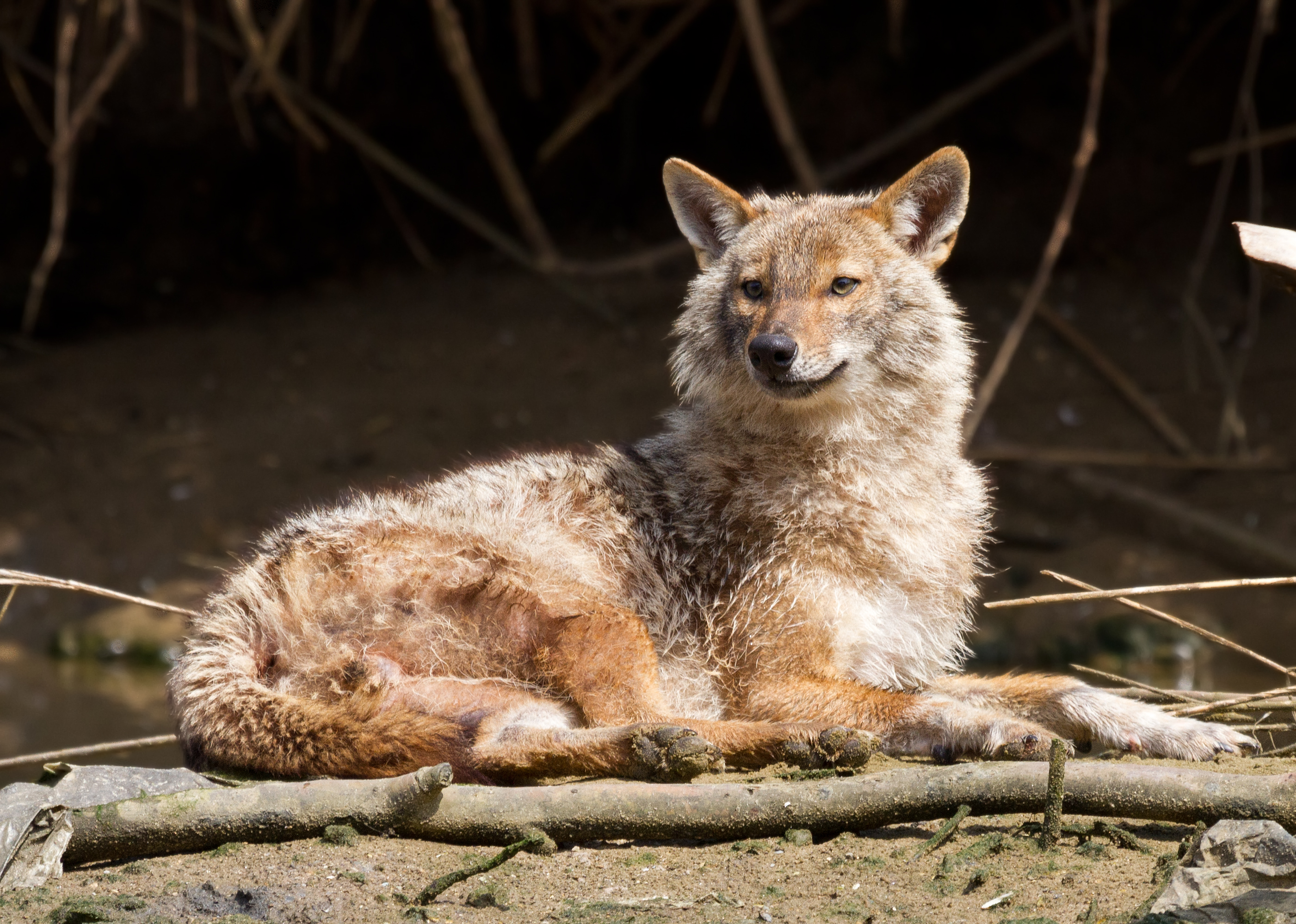
Goldschakal

Goldschakale jagen oft allein, gelegentlich als Paar, aber nur selten im Rudel. Sie jagen meist nachts. Sie fressen kaum Aas, vielmehr erlegen sie den größten Teil ihrer Nahrung dank ihres guten Gehörs und ihrer Schnelligkeit. Die Art, wie ein Schakal ein Opfer erbeutet, ähnelt der des heimischen Rotfuchses. Wie dieser stellt er seine Ohren auf, macht einen Katzenbuckel, hebt seinen Schwanz, macht einen Satz und landet mit den Vorderpfoten auf der Beute, die er mit einem kräftigen Biss oder durch Schütteln tötet. Große Beutetiere werden bis zur Erschöpfung gehetzt, bis sie niedergerissen werden können. Dazu verbeißt sich der Schakal in den Bauch seines Opfers.
Zur Nahrung des Goldschakals zählen Insekten, Nagetiere, Vögel, Amphibien und junge Gazellen. Wenn er sein Fressen nicht vollständig verzehren kann, schleppt er es unter Büsche oder vergräbt es für schlechtere Zeiten. In Europa hat das Angebot an Nahrung durch den Menschen (tierische Abfälle) große Bedeutung. Der Goldschakal wiederum hat einen hohen ökologischen Nutzen dadurch, dass er diese Abfälle beseitigt.

### Konkurrenzen
Der gefährlichste natürliche Feind des Goldschakals ist der Wolf. Die Anwesenheit eines Wolfsrudels in einer Gegend führt oft zur Abwanderung oder zum Tod einer Schakalfamilie. Man nimmt an, dass es früher auf europäischem Boden überhaupt keine Goldschakale gegeben hat. Ob der Goldschakal die Fauna in Deutschland bereichern oder bedrohen wird, ist (Stand Anfang 2021) Gegenstand der Forschung. Es gilt als möglich, dass er den Fuchs zurückdrängen könnte, da beide Arten ähnliche Ansprüche an Lebensraum und Beute haben.

## Taxonomie
Bis zu zwölf Unterarten des Goldschakals wurden beschrieben, doch die interne Systematik der Art wurde auf der Grundlage molekulargenetischer Analysen in jüngerer Zeit stark überarbeitet. In einer Studie erwies sich die ägyptische Unterart (Canis aureus lupaster) als genetisch stark von anderen Goldschakalen abweichend. Diese Schakale, deren Ähnlichkeit zu Indischen Wölfen (Canis lupus pallipes) bereits im 19. Jahrhundert verschiedenen Zoologen aufgefallen war, fallen genetisch in die engere Verwandtschaft der Wölfe. Die ägyptischen Tiere sind auch deutlich größer und langbeiniger als Goldschakale. Dabei bildet dieser ägyptische Canide offenbar einen basalen Zweig, der dem Indischen Wolf und dem Himalaya-Wolf nahesteht. Neben den ägyptischen Tieren wurden Vertreter dieser Art auch im Hochland von Äthiopien 2500 km südöstlich entdeckt. Dies bestätigte sich nach weiteren genetischen Untersuchungen für alle Populationen, die man bisher für afrikanische Unterarten des Goldschakals gehalten hatte. Aufgrund ihrer näheren Verwandtschaft mit dem Eurasischen Wolf wurde vorgeschlagen, diese Tiere als separate Art mit dem Namen Afrikanischer Goldwolf (Canis lupaster) zu betrachten.

## Goldschakal und Mensch
In Österreich, Deutschland und Dänemark wurden und werden Risse von jungen Schafen und Ziegen berichtet. In Rumänien kommen zudem immer wieder Angriffe auf Kälber und Geflügel vor. Allerdings war in vielen Fällen ungewiss, ob die Angriffe nicht auf verwilderte Hunde oder Rotfüchse zurückgingen. Dass es im Einzelfall auch zu größeren Verlusten an Nutztieren kommen kann, zeigte ein Beispiel von Sylt, wo ein Goldschakal, durch DNA-Analyse bestätigt, zwischen dem 19. und 21. Mai 2025 76 Schafe tötete.

## Schutz und Jagd

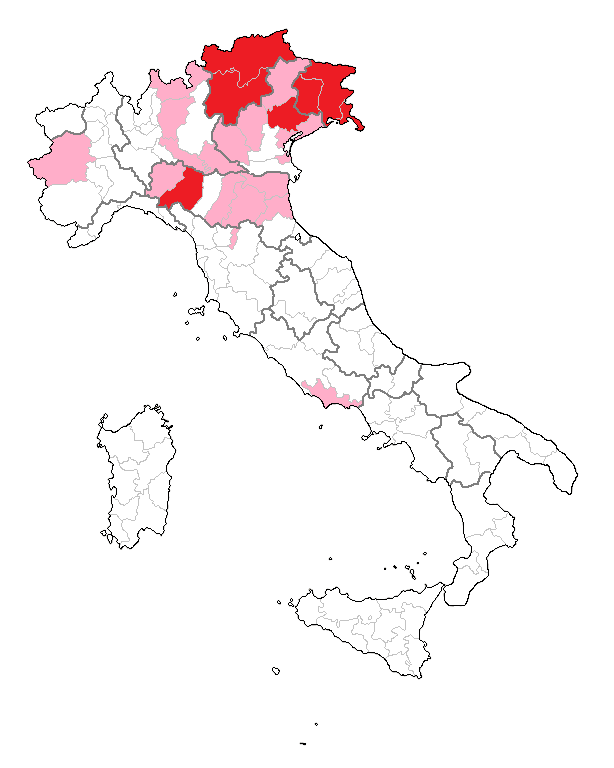
Verbreitungsgebiet des Goldschakals in Italien 2022

Der Goldschakal ist in Anhang V der Richtlinie 92/43 (FFH- oder Habitatrichtlinie) aufgeführt. Daher müssen die Mitgliedstaaten der EU die notwendigen Maßnahmen ergreifen, damit die Entnahme von Exemplaren aus der Natur, etwa durch die Jagd, mit der Aufrechterhaltung eines günstigen Erhaltungszustands der Art vereinbar ist. Die praktischen Konsequenzen dieser Verpflichtung sind allerdings noch unklar.
Insgesamt ist der Schutzstatus des Goldschakals in den Ländern Europas, in denen er beobachtet wurde, sehr unterschiedlich.
In Deutschland ist der Goldschakal nicht in der Liste der jagdbaren Arten in Bundesjagdgesetz § 2 aufgeführt und ist somit kein jagdbares Wild. Das Bundesland Niedersachsen hat den Goldschakal allerdings in das Landes-Jagdrecht aufgenommen. Ein Abschuss eines Goldschakals auf Sylt wurde am 5. Juni 2025 erstmals bundesweit genehmigt, nachdem ein Tier über 90 Schafe getötet hatte. Der Beschluss wurde einen Monat später rechtlich bestätigt.
In Österreich ist der Goldschakal nicht geschützt und darf bejagt werden. In Oberösterreich, seinem bisher am weitesten westlich gelegenen Verbreitungsgebiet, ist (Stand 2007 und 2018) eine Schonzeit im Sommerhalbjahr verankert, er darf von Oktober bis März geschossen werden.
Auch in der Schweiz ist der Goldschakal nicht unter den jagdbaren Arten aufgeführt, siehe Artikel 5 des Jagdgesetzes.
Im Januar 2016 erschoss ein Jäger im Kanton Graubünden versehentlich einen jungen, männlichen Goldschakal, da er ihn mit dem jagdbaren Rotfuchs verwechselte; der Jäger hat sich daraufhin selbst angezeigt. Das Tier war der erste Schweizer Goldschakal, dessen Körper untersucht werden konnte.